# Jason Priestley
Jason Priestley (Vancouver, 28 de agosto de 1969) é um ator canadense que ficou famoso pela sua participação em nove temporadas do seriado Beverly Hills 90210 (Barrados no baile).
Seus hobbys incluem corridas de carros. Já foi comentarista para a rede de televisão ABC em corridas da Indy Racing League. Em 1999 participou da prova de rally Gumball 3000. Ficou seriamente machucado quando sofreu um acidente em Agosto de 2002 nos treinos para a prova Kentucky Speedway, depois que seu carro bateu no muro de proteção a 290 km/h.

## Cinema
- The Boy Who Could Fly (1986)
- Watchers (1988)
- Nowhere to Run (1989)
- Tombstone (1993)
- Calendar Girl (1993)
- Coldblooded (1995)
- Hacks (1997)
- Vanishing Point (1997)
- Love and Death on Long Island (1997)
- Conversations in Limbo (1998)
- The Thin Pink Line (1998)
- Choose Life (1999)
- The Highwayman (1999)
- Standing on Fishes (1999)
- Eye of the Beholder (1999)
- Dill Scallion (1999)
- Zigs (2000)
- The Fourth Angel (2001)
- Darkness Falling (2002)
- Fancy Dancing (2002)
- Time of the Wolf (2002)
- Cover Story (2002)
- Cherish (2002)
- Warning: Parental Advisory (2002)
- Die, Mommie, Die! (2003)
- Sleep Murder (2004)
- I Want to Marry Ryan Banks (2004)
- Murder At The Presidio (2005)
- In cold blood (2005)
- The Lady in Question is Charles Busch (2006)
- Everest '82 (2007)
- Hipinion.com (2008)
- Zoom (2016)

## Televisão
- Sister Kate (1989)
- Beverly Hills 90210 (1990 - 1998)
- Tru Calling - (episódios 14 a 26)
- What I like about you (2 episodes, 2005)
- Without a Trace - (participação especial em 2006)
- Love Monkey (2006)
- Medium (Temporada 3, Episódio 6)
- Call Me Fitz (2010-)
- Psych (2011)
- How I Met Your Mother (participação em 2012)
- CSI: Crime Scene Investigation (Temporada 14, Episódio 5) (participação em 2013)
- Private Eyes - (2016-2017)
- The Order (2020) (participação especial - Temporada 2, Episódio 8)